# Jan de Momper

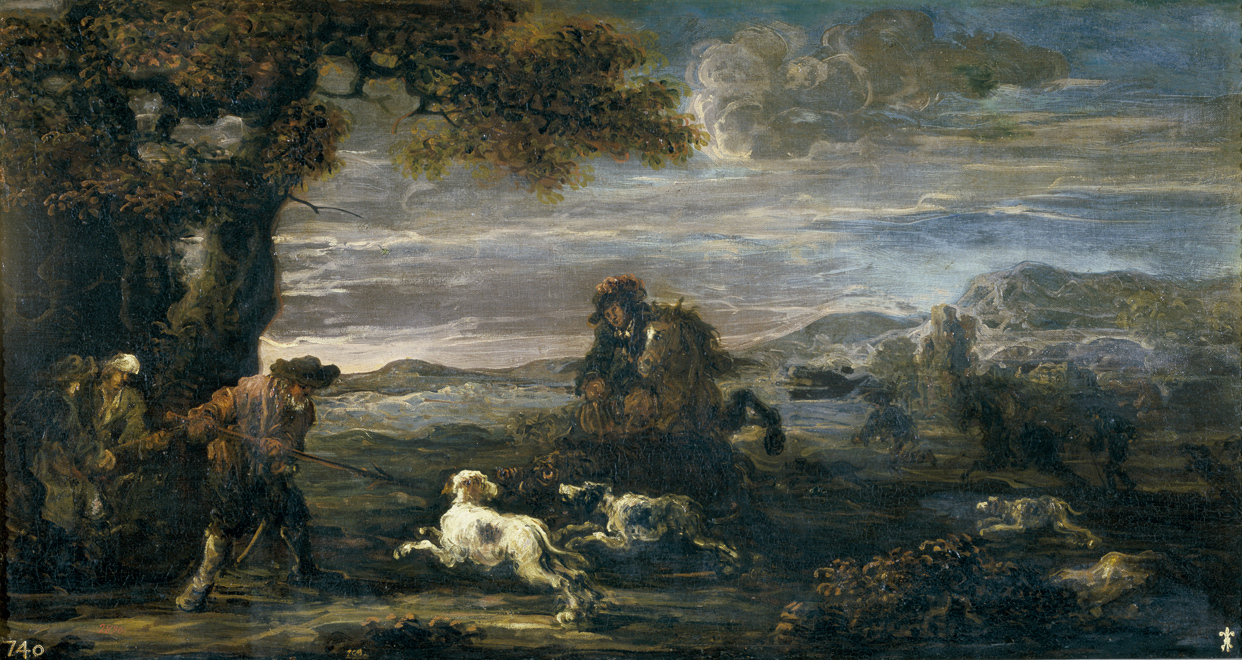
Cacería del jabalí, óleo sobre lienzo, 70 x 130 cm, Madrid, Museo del Prado.

Jan de Momper (Amberes, ca. 1617-Roma, después de 1684) fue un pintor barroco flamenco especializado en paisajes con figuras.
Jan de Momper es un pintor de biografía prácticamente desconocida y caído en el olvido hasta que Roberto Longhi agrupó una serie de paisajes que presentaban rasgos comunes, de fuerte personalidad y notable libertad de pincel, a nombre de un maestro que llamó «Monsù X». La aparición de una inscripción en el reverso de una de esas telas, propiedad de la familia Chigi, permitió identificar al anónimo maestro con Jan de Momper, posiblemente de la familia de Joos de Momper. Consta que en 1658 se registró como pintor en Roma y que poco más tarde tomó parte en la decoración de la villa que la familia Chigi tenía en Frascati, un encargo de considerable importancia y que hace pensar que llevase establecido en Roma desde tiempo atrás, habiendo abandonado Amberes posiblemente en torno a 1630. En 1684 todavía se le documenta trabajando para los Chigi en su palacio de Ariccia.
Tres de sus paisajes se conservan en el Museo del Prado, donde ingresaron procedentes de la colección real, en la que fueron inventariados como de Momper pero sin indicación del nombre, lo que llevó a atribuírselos al más famoso Joos. Otro paisaje con la representación de la vendimia, en Viena, Akademie der bildende Künste, estuvo atribuido muy significativamente a un anónimo seguidor de Goya antes de la reconstrucción de la personalidad de Jan de Momper por Longhi.